# Antedon hupferi
Antedon hupferi is een haarster uit de familie Antedonidae.
De wetenschappelijke naam van de soort werd in 1809 gepubliceerd door Clemens Hartlaub.